# Julia Varady
Julia Varady (Oradea, 1 de setembro de 1941) é uma soprano alemã nascida na Romênia. Aos seis anos de idade começou a receber lições de violino no conservatório de música em Cluj-Napoca e aos quatorze anos começou a treinar voz com Emilia Popp. Depois estudou voz com Arta Florescu. Fez sua estréia como mezzo-soprano na Ópera Cluj em 1962, cantando Orfeu e Eurídice de Christoph Willibald Gluck e Così Fan Tutte de Mozart.
Em 1970 associou-se à Casa de Ópera de Frankfurt. Em 1973 ela mudou-se de Frankfurt para a Ópera do Estado Bávaro. Ela apareceu no Royal Opera House, Covent Garden, em Londres, na Ópera Estatal de Viena, no Metropolitan Opera de Nova Iorque, no La Scala de Milão, no Teatro Colón de Buenos Aires, na Ópera Bastille em Paris e no Festival de Salzburgo e no Festival de Edimburgo. Em 1978 ela interpretou Cordelia da ópera Lear de Aribert Reimann, na Ópera Estatal de Viena.
Em 1977 casou com o barítono Dietrich Fischer-Dieskau. Em 1998 retirou-se das óperas e começou a lecionar.